# 后所乡 (木里县)
后所乡，是中华人民共和国四川省凉山彝族自治州木里藏族自治县下辖的一个乡镇级行政单位。2020年6月，将撤销的下麦地乡中村村所属行政区域划归后所乡管辖，将后所乡呷古村所属行政区域划入牦牛坪乡管辖。

## 行政区划
后所乡下辖以下地区：
呷古村、岩里村、中心村、田坝子村和野洛村。